# Australische Frauen-Cricket-Nationalmannschaft in Bangladesch in der Saison 2023/24
Die Tour der australischen Frauen-Cricket-Nationalmannschaft nach Bangladesch in der Saison 2023/24 fand vom 21. März bis zum 4. April 2024 statt. Die internationale Cricket-Tour war Bestandteil der Internationalen Cricket-Saison 2023/24 und umfasste drei WODIs und drei WTwenty20s. Die WODIs waren Teil der ICC Women’s Championship 2022–2025. Australien gewann die WODI- und die WTwenty20-Serie mit jeweils 3–0. 

## Vorgeschichte
Australien bestritt zuvor Tour gegen Südafrika, Bangladesch gegen Südafrika sowohl. Für beide Mannschaften war es das erste Aufeinandertreffen bei einer Tour.

## Stadien
Das folgende Stadion wurde für die Tour als Austragungsort vorgesehen.
| Stadion                                      | Stadt | Kapazität | Spiele                     |
| -------------------------------------------- | ----- | --------- | -------------------------- |
| Sher-e-Bangla National Cricket Stadium (SNS) | Dhaka | 26.000    | 1. – 3. WT20; 1. – 3. WODI |

## Kaderlisten
Australien benannte seine Kader am 15. März 2024.
Bangladesch benannte seinen WODI-Kader am 16. März und seinen WTwenty20-Kader am 27. März 2024.
| WODI | WODI | WTwenty20 | WTwenty20 |
| Bangladesch | Australien | Bangladesch | Australien |
| --- | --- | --- | --- |
| - Nigar Sultana (K, wk) - Nahida Akter (VK) - Disha Biswas - Fahima Khatun - Fargana Hoque - Farzana Akter - Marufa Akter - Murshida Khatun - Nishita Akter Nishi - Rabeya Khan - Ritu Moni - Sobhana Mostary - Shorna Akter - Sultana Khatun - Sumaiya Akter | - Alyssa Healy (K, wk) - Tahlia McGrath (VK) - Darcie Brown - Ashleigh Gardner - Kim Garth - Grace Harris - Alana King - Phoebe Litchfield - Sophie Molineux - Beth Mooney (wk) - Ellyse Perry - Megan Schutt - Annabel Sutherland - Tayla Vlaeminck - Georgia Wareham | - Nigar Sultana (K, wk) - Nahida Akter (VK) - Dilara Akter - Fahima Khatun - Fariha Trisna - Farzana Akter - Marufa Akter - Murshida Khatun - Rabeya Khan - Ritu Moni - Shorifa Khatun - Shorna Akter - Sobhana Mostary - Sultana Khatun - Sumaiya Akter | - Alyssa Healy (K, wk) - Tahlia McGrath (VK) - Darcie Brown - Ashleigh Gardner - Kim Garth - Grace Harris - Alana King - Phoebe Litchfield - Sophie Molineux - Beth Mooney (wk) - Ellyse Perry - Megan Schutt - Annabel Sutherland - Tayla Vlaeminck - Georgia Wareham |

## Women’s One-Day Internationals

### Erstes WODI in Dhaka
| 21. März Scorecard | Dhaka | Australien 213-7 (50)           | – | Bangladesch 95 (36) |
|                    |       | Australien gewinnt mit 118 Runs |   |                     |

Bangladesch gewann den Münzwurf und entschied sich als Feldmannschaft zu beginnen. Als Spielerin des Spiels wurde Alana King ausgezeichnet.

### Zweites WODI in Dhaka
| 24. März Scorecard | Dhaka | Bangladesch 97 (44.1)            | – | Australien 98-4 (23.5) |
|                    |       | Australien gewinnt mit 6 Wickets |   |                        |

Bangladesch gewann den Münzwurf und entschied sich als Schlagmannschaft zu beginnen. Als Spielerin des Spiels wurde Sophie Molineux ausgezeichnet.

### Drittes WODI in Dhaka
| 27. März Scorecard | Dhaka | Bangladesch 89 (26.2)            | – | Australien 93-2 (18.3) |
|                    |       | Australien gewinnt mit 8 Wickets |   |                        |

Australien gewann den Münzwurf und entschied sich als Feldmannschaft zu beginnen. Als Spielerin des Spiels wurde Kim Garth ausgezeichnet.

## Women’s Twenty20 Internationals

### Erstes WTwenty20 in Dhaka
| 31. März Scorecard | Dhaka | Bangladesch 126-4 (20)            | – | Australien 127-0 (13) |
|                    |       | Australien gewinnt mit 10 Wickets |   |                       |

Bangladesch gewann den Münzwurf und entschied sich als Schlagmannschaft zu beginnen. Als Spielerin des Spiels wurde Alyssa Healy ausgezeichnet.

### Zweites WTwenty20 in Dhaka
| 2. April Scorecard | Dhaka | Australien 161-8 (20)          | – | Bangladesch 103-9 (20) |
|                    |       | Australien gewinnt mit 58 Runs |   |                        |

Australien gewann den Münzwurf und entschied sich als Schlagmannschaft zu beginnen. Als Spielerin des Spiels wurde Georgia Wareham ausgezeichnet.

### Drittes WTwenty20 in Dhaka
| 4. April Scorecard | Dhaka | Australien 155-6 (20)          | – | Bangladesch 78 (18.1) |
|                    |       | Australien gewinnt mit 77 Runs |   |                       |

Australien gewann den Münzwurf und entschied sich als Schlagmannschaft zu beginnen. Als Spielerin des Spiels wurde Tayla Vlaeminck ausgezeichnet.

## Auszeichnungen

### Player of the Series
Als Player of the Series wurden der folgende Spielerinnen ausgezeichnet.
| Serie | Player of the Series |
| ----- | -------------------- |
| WODI  | Ashleigh Gardner     |
| WT20  | Sophie Molineux      |

### Player of the Match
Als Player of the Match wurden die folgenden Spielerinnen ausgezeichnet.
| Spiel   | Player of the Match |
| ------- | ------------------- |
| 1. WODI | Alana King          |
| 2. WODI | Sophie Molineux     |
| 3. WODI | Kim Garth           |
| 1. WT20 | Alyssa Healy        |
| 2. WT20 | Georgia Wareham     |
| 3. WT20 | Tayla Vlaeminck     |